# Nothoscordum nudum
Nothoscordum nudum är en amaryllisväxtart som beskrevs av Gustave Beauverd. Nothoscordum nudum ingår i släktet vaniljlökar, och familjen amaryllisväxter. Inga underarter finns listade i Catalogue of Life.